# Массовое обследование новорождённых
Массовое обследование новорождённых (неонатальный скрининг) — один из эффективных способов выявления наиболее распространенных врождённых и наследственных заболеваний у новорождённых детей.
Позволяет обеспечить раннее выявление заболеваний и их своевременное лечение, остановить развитие тяжёлых проявлений заболеваний (фенилкетонурии, муковисцидоза, врождённого гипотиреоза, адреногенитального синдрома, галактоземии), ведущих к инвалидизации.

## Диагностируемые заболевания
В Швеции PKU тест проводится с 60-х годов, список диагностируемых заболеваний постепенно расширялся. Диагностика бесплатна. Предлагается также для усыновленных/удочеренных детей и детей-иностранцев до 8 лет).
Диагностируемые в Швеции заболевания (25 шт.):
Источник:
https://www.karolinska.se/for-vardgivare/karolinska-universitetslaboratoriet/centrum-for-medfodda-metabola-sjukdomar/nyfoddhetsscreening/
Неонатальный скрининг не является национальным проектом, скорее обычной практикой. Легче выявить болезнь на ранних сроках, чем в позднем периоде. Абсолютно бесплатно, скрининг проводится по крайней мере у граждан республики, нежели у беженцев страны.
В соответствии с международными рекомендациями в России на протяжении 15 лет[прояснить] проводится неонатальный скрининг на фенилкетонурию и врождённый гипотиреоз.
В рамках реализации приоритетного национального проекта «Здоровье» с 2006 года в неонатальный скрининг начато внедрение диагностики таких заболеваний, как адреногенитальный синдром, галактоземия и муковисцидоз.
С 2007 года в перечень выявляемых заболеваний включён аудиологический скрининг детей первого года жизни, который позволит своевременно провести диагностику нарушений слуха у ребёнка и последующую реабилитацию тугоухости.
С 2012 года в Свердловской области неонатальный скрининг расширен до 16 заболеваний. Исследование проводится в сухом пятне крови методом тандемной масс-спектрометрии (MS-MS).
Список дополнительных 11 заболеваний (на данный момент обследование на дополнительные заболевания проводится только по показаниям):
- лейциноз
- тирозинемия типа I
- цитруллинемия
- множественная карбоксилазная недостаточность
- недостаточность очень длинных цепей ацил-СоА-дегидрогеназы жирных кислот
- недостаточность средний цепей ацил-СоА-дегидрогеназы жирных кислот
- недостаточность митохондриального трифункционального белка (недостаточность длинных цепей гидроксил-СоА-дегидрогеназы жирных кислот)
- глютаровая ацидурия типа I
- изовалериановая ацидемия
- метилмалоновая ацидемия
- пропионовая ацидемия

С 2018 года в городе Москве неонатальный скрининг расширен до 11 заболеваний. В него были включены ещё 6 заболеваний:
- лейциноз
- тирозинемия типа I
- недостаточность биотинидазы
- недостаточность среднецепочечной ацил-КоА дегидрогеназы жирных кислот
- глутаровая ацидурия типа I
- метилмалоновая ацидурия
- пропионовая ацидурия

При выборе заболеваний для неонатального скрининга, в соответствии с рекомендациями Всемирной организации здравоохранения, учитывались такие факторы, как тяжесть проявления заболеваний, частота распространения данных заболеваний, а также простота и достоверность применяемых методов диагностики, наличие доступных и эффективных средств лечения.
В США массовый неонатальный скрининг проводится с 1963 года.

## Сроки и условия проведения обследования
Неонатальный скрининг начинается в родильном доме: у каждого новорождённого берется несколько капель крови на специальный тест-бланк, который направляется в специализированную лабораторию для проведения исследования.
«Проба ПКУ берётся у всех новорождённых в Швеции как можно скорее после 48-часового возраста, чтобы выявить ряд редких заболеваний, при которых важно быстро начать лечение. Образец представляет собой анализ крови, который капают на специальную фильтровальную бумагу и отправляют в лабораторию для анализа.»
Образец крови берут из пятки новорождённого ребенка через 3 часа после кормления на 4 день жизни у доношенного и на 7 день — у недоношенного ребенка.
Источник: www.karolinska.se/pku
Возможно, данная информация недостоверна:
«У доношенных детей кровь для исследования берут на 4-й день жизни, у недоношенных — на 7-й день жизни.»
Источник: тот, кто редактировал до меня.
```
Для исследования берут периферическую кровь — из пяточки. Взятие крови производят утром, ребёнок должен быть натощак (3 часа после очередного кормления).
```

В случае обнаружения в крови маркера заболевания родители с новорождённым ребёнком приглашаются в медико-генетическую консультацию для проведения дополнительного обследования. Это может быть повторное исследование в сухом пятне крови, исследование в сыворотке крови, потовый тест, копрограмма, ДНК-диагностика. При подтверждении диагноза назначается лечение. В дальнейшем ведется динамическое наблюдение за ребёнком.